# يسان (محافظة)
محافظة يسان (يسان غون) هي محافظة تقع في مقاطعة تشنغتشونغ الجنوبية، كوريا الجنوبية.

## توأمة
ليسان (محافظة) اتفاقيات توأمة مع:
- نوكسفيل

## أعلام
- كم جونغ هي
- باك هون يونج
- هوانغ سون هونغ

## وصلات خارجية
- الموقع الإلكتروني الرسمي للحكومة